# Manni Thofte
Finn Manni Kieding Thofte, född 28 juni 1953 i Stockholm, är en svensk f.d. utförsåkare som även spelade fotboll för AIK.

## Biografi och karriär
Thofte växte upp i Stockholm. Han tävlade i alpin skidåkning för Högdalen. År 1972 deltog han i OS i Sapporo och nådde som bäst 27:e plats i störtlopp. Samma år vann han SM i storslalom. År 1973 tävlade han för AIK:s skidsektion och vann SM-guld i störtlopp.
Senare växlade  han till fotboll och spelade 1974–1976 16 allsvenska matcher för AIK som mittfältare och forward.

## Svenska mästerskap

### Storslalom
- 1972: Manni Thofte, Högdalens SLK

### Störtlopp
- 1973: Manni Thofte, AIK